# Pravo u 1413.
◄◄ | ◄ | 1410. | 1411. | 1412. | 1413.  | 1414. | 1415. | 1416. | ► | ►►
Arhitektura • Astronomija • Glazba • Knjige • Književnost • Kršćanstvo • Medicina • Pravo • Promet • Slikarstvo • Znanost
Pravo u 1413.

## Hrvatska i u Hrvata

### Događaji
- Bujski statut
- Dvigradski statut

## Vanjske poveznice
|  | Zajednički poslužitelj ima još gradiva o temi Pravo |